# King of My Castle
Singles de Wamdue Project
The Deep EP
(1998) Program Yourself
(1999)
Pistes de Program Yourself
Like This
(2)
King of My Castle est une chanson du producteur de musique électronique américain Chris Brann sous l'alias Wamdue Project, avec la participation de la chanteuse américaine Gaelle Adisson (en). À l'origine la chanson sortie en 1997 est de style downtempo, cependant grâce au remix du producteur de musique house Roy Malone (Aka Mauro Ferrucci (en)) en 1999 la chanson a rencontré un grand succès dans les clubs du monde entier. Il existe deux clips vidéos, un clip contient des images du film d'animation japonais Ghost in the Shell (1995).
Le single est numéro un au Royaume-Uni et aux États-Unis dans le classement Billboard Hot Dance Club Songs.
King of My Castle ressort en 2009 incluant les remixes des DJs Rowald Steyn, Mischa Daniëls et Armin van Buuren.

## Liste des pistes
CD Single
1. "King Of My Castle" (Roy Malone's King Radio Edit) - 3:40
2. "King Of My Castle" (S'man's Comin'4 Ya Castle Radio Edit) - 3:11

Maxi CD
1. "King Of My Castle" (Roy Malone's King Radio Edit) - 3:40
2. "King Of My Castle" (S'man's Comin'4 Ya Castle Radio Edit) - 3:11
3. "King Of My Castle" (Original Radio Edit) - 3:40
4. "King Of My Castle" (Roy Malone's King Mix) - 4:56
5. "King Of My Castle" (S'man's Comin'4 Ya Castle) - 7:58
6. "King Of My Castle" (Beef Injection Mix) - 7:31
7. "King Of My Castle" (Charles Shilling Toboggan Mix) - 6:34

## Classements et certifications
| Classement (1999-2000)                  | Meilleure position |
| --------------------------------------- | ------------------ |
| Australie (ARIA)                        | 26                 |
| Autriche (Ö3 Austria Top 40)            | 5                  |
| Belgique (Flandre Ultratop 50 Singles)  | 5                  |
| Belgique (Wallonie Ultratop 50 Singles) | 3                  |
| Danemark (Tracklisten)                  | 3                  |
| Finlande (Suomen virallinen lista)      | 15                 |
| France (SNEP)                           | 6                  |
| Allemagne (Media Control AG)            | 3                  |
| Pays-Bas (Single Top 100)               | 2                  |
| Nouvelle-Zélande (RMNZ)                 | 21                 |
| Norvège (VG-lista)                      | 2                  |
| Suède (Sverigetopplistan)               | 31                 |
| Suisse (Schweizer Hitparade)            | 7                  |
| Royaume-Uni (UK Singles Chart)          | 1                  |
| États-Unis (Dance Club Songs)           | 1                  |

| Classement (2009)                       | Meilleure position |
| --------------------------------------- | ------------------ |
| Belgique (Flandre Ultratop 50 Singles)  | 10                 |
| Belgique (Wallonie Ultratop 50 Singles) | 15                 |
| Pays-Bas (Single Top 100)               | 37                 |

| Pays        | Organisme | Certifications |
| ----------- | --------- | -------------- |
| Norvège     | IFPI      | Or             |
| Royaume-Uni | BPI       | Argent         |